# 1 Timóteo 1
1 Timóteo 1 é o primeiro capítulo da Primeira Epístola a Timóteo, de autoria do Apóstolo Paulo, que faz parte do Novo Testamento da Bíblia.

## Estrutura
I. Conselhos doutrinários e experiências pessoais
1. Saudação, v. 1,2
2. Conselhos acerca do trato com os mestres legalistas
a) Os que ressaltam doutrinas não fundamentais, em vez de verdadeira piedade — doutrinas que, em vez de edificar o caráter, causam disputas, v. 3-6
b) Os que desejam ser mestres da lei sem entender seu significado, v. 7-11
3. A experiência de Paulo
a) Seu chamado ao ministério quando era enérgico opositor do evangelho, v. 12,13
b) Seu reconhecimento da graça divina e sua confissão de indignidade, v. 14,15
c) Sentiu a paciência de Cristo, v. 16
4. O primeiro encargo solene a Timóteo, v. 18-20